# Sheep's Head SAC
Sheep's Head SAC este o arie protejată (arie specială de conservare — SAC, sit de importanță comunitară — SCI) din Irlanda întinsă pe o suprafață de 3.149,68 ha, integral pe uscat.

## Localizare
Centrul sitului Sheep's Head SAC este situat la coordonatele 51°35′23″N 9°43′01″W / 51.58975°N 9.716957°V.

## Înființare
Situl Sheep's Head SAC a fost declarat sit de importanță comunitară în mai 1998 pentru a proteja 4 specii de animale. Situl a fost protejat și ca arie specială de conservare în octombrie 2021.

## Biodiversitate
Situată în ecoregiunea atlantică, aria protejată conține 2 habitate naturale: Pajiști umede nord-atlantice cu Erica tetralix, Pajiști uscate europene.
La baza desemnării sitului se află mai multe specii protejate:
- păsări (3): Fulmarus glacialis, Phalacrocorax aristotelis, Pyrrhocorax pyrrhocorax
- nevertebrate (1): Geomalacus maculosus

Pe lângă speciile protejate, pe teritoriul sitului au mai fost identificate 2 specii de plante.